# Hài kịch lãng mạn
Hài kịch lãng mạn (Tiếng Anh: romantic comedy, romedy, romcom hay lovecome) là một thể loại pha trộn giữa phim hài (comedy) và phim tình cảm (romance), vì chiếm một phần lớn trong số các thể loại phim hài nên có thể tách riêng làm một thể loại con. Thể loại này có nội dung chính nói về tình cảm nam nữ mà vẫn đảm bảo các yếu tố hài. Hầu hết những phim thuộc thể loại này không được đề cử giải Oscar hay nằm trong top 250 tác phẩm điện ảnh có điểm số cao nhất IMDb. Chúng có cốt truyện đơn giản – chuyện tình yêu của hai nhân vật chính cùng với một cái kết dễ đoán – hai người sẽ đến bên nhau.

## Quan điểm
Phim hài lãng mạn ra đời trong khoảng thập niên 30-40 và đã từng đạt đến thời kỳ hoàng kim với khoảng 400 bộ phim ra đời mỗi năm.
Sau năm 1960, các bộ phim xoay quanh thế giới tội phạm, bạo lực, tình dục với cốt truyện phức tạp, nhân vật đa tính cách dần lên ngôi. Rom-com dần trở nên mai một. Đến năm 2008, Iron Man mở ra kỷ nguyên siêu anh hùng và phim viễn tưởng. Rom-com mất đi vị trí của mình trong làng điện ảnh. Thế nhưng, thể loại phim hài tình cảm chưa bao giờ mất đi vị thế của mình trong lựa chọn giải trí của đại chúng. Có thể nhiều người không biết rom-com là gì, nhưng chắc chắn không ai không biết những tựa phim tình cảm kinh điển như When Harry Met Sally..., Người đàn bà đẹp, Shakespeare in Love, Bridget Jones’s Diary, Yêu thực sự… Nhiều người cho rằng phim hài lãng mạn là thể loại tầm thường, nhạt nhẽo, sáo rỗng, rập khuôn và "gây cười không tinh tế". Nhưng rõ ràng, danh sách phim trên đã chứng minh rằng đó là những nhận định có phần áp đặt và thiếu hiểu biết. Tiếng cười trong rom-com là tiếng cười nhẹ nhàng, dí dỏm, hài hước, là tiếng cười của những kẻ đang yêu.
Tuy có sự trỗi dậy mạnh mẽ trong khoảng 2 thập niên trước, dòng phim hài tình cảm ở Mỹ vẫn được đánh giá là đang thoái trào và không còn phù hợp với phong cách thưởng thức của khán giả thời đại công nghệ số. Khán giả ngày nay đòi hỏi những cốt truyện phức tạp, nhiều mâu thuẫn hơn cùng với đó là sự kết hợp với kỹ xảo, hiêu ứng công phu, mãn nhãn. Hollywood tính đến thời điểm hiện tại, thực tế cho thấy những bộ phim hài tình cảm có thể khiến khán giả phải cười nghiêng ngả, đồng thời cũng làm tan chảy trái tim họ không còn nhiều như trước.
Chính xác là từ khoảng năm 2008 đến nay, khi dòng phim hành động và đặc biệt là thể loại siêu anh hùng lên ngôi, dòng phim Rom-com tiếp tục điêu đứng một lần nữa. Biên kịch Rhett Reese lý giải việc khán giả ngày càng ít xem phim tình cảm hài ở rạp thay vào đó là xem phim hành động bởi lĩnh vực truyền hình đã làm tốt việc cung cấp những series dài tập với chất lượng ngày càng nâng cao. Thay vì sản xuất phim ra rạp, nhiều nhà sản xuất chọn con đường đi khác, tập trung phát triển ở dịch vụ xem phim trực tuyến. Hàng loạt phim  To all The Boys I’ve Love Before, Destination Wedding… đều thu hút lượng lớn người xem trên Netflix. Trong đó, Overboard đạt doanh thu lên đến 80 triệu USD. Theo nhìn nhận của giới quan sát, điều này có ý nghĩa lớn đối với thị trường Hollywood và là bằng chứng góp phần chứng tỏ sự hồi sinh của dòng phim những tưởng đã thoái trào và không còn hấp dẫn như Rom-com. Hoặc ít nhất, nó chứng minh thể loại hài tình cảm chưa bao giờ biến mất trong lòng công chúng yêu điện ảnh.